# Sobeslao II di Boemia
Sobeslao II (Praga, 1128 circa – 29 gennaio 1180) fu conte di Moravia e duca di Boemia dal 1174 al 1178.

## Biografia
Figlio secondogenito di Sobeslao I della casa dei Přemyslidi e di Adelaide d'Ungheria, inizialmente lasciò la Boemia dopo la morte del padre. Tentò di ottenere la corona durante l'assenza del duca Vladislao II nella Seconda Crociata, ma fu imprigionato da Děpold presso il castello di Přimda a Zdice nel 1148. Nel 1150 riuscì a scappare e riuscì a trovare rifugio alla corte di Federico Barbarossa. Nel 1161 occupò Olomouc. Vladislao non poteva sconfiggere Sobeslao, così lo invitò a Praga. Lì fu ricatturato e imprigionato al castello di Přimda fino al 1173, quando dovette essere rilasciato per volere dell'imperatore.
Nel 1173 Vladislao II abdicò e cedette il governo a suo figlio Federico/Bedřich. L'imperatore però depose questo, in quanto era stato installato sul trono senza il suo esplicito consenso, e nominò duca il fratello di Sobeslao II, Ulrico/Oldřich. Tuttavia, questo non ebbe alcun sostegno nella nobiltà boema e passò immediatamente il dominio a Sobeslao.
Il nuovo duca fu rapidamente coinvolto nelle controversie tra l'imperatore e il papa dalla parte del Barbarossa. Nel 1176 invase il margraviato d'Austria, retto da Enrico II, con un'armata comandata dal margravio moravo Corrado III Ottone, ricevendo l'anatema del papa. Allo stesso tempo, crebbe la resistenza tra la nobiltà boema, guidata dal sopraddetto margravio Corrado III Ottone e il deposto Federico/Bedřich. Essi intervennero presso l'imperatore, e poiché anche i rapporti tra papa e imperatore erano migliorati, il Barbarossa depose Sobeslao nel 1178. Con il suo sostegno, la nobiltà boema rielesse Federico/Bedřich come duca. Il nuovo duca invase la Moravia e, nel 1178, Praga. Quando Federico/Bedřich fu chiamato in Svevia dall'imperatore, Federico cercò di conquistare il castello di Praga. Dopo la prima vittoria di Sobeslao nella sanguinosa battaglia di Loděnice il 23 gennaio 1179, in cui molti aristocratici di spicco caddero da entrambe le parti, Federico riuscì a sconfiggerlo a Città Nuova (Nové Město, ora parte di Praga). Sobeslao II fuggì in Polonia, dove morì nel 1180. Lasciò la moglie Elisabetta/Eliška († 1209), figlia del duca polacco Miecislao III. Il matrimonio rimase senza figli. Venne sepolto nella basilica di San Pietro e Paolo nel castello di Vyšehrad di Praga.

## Ascendenza
|                        |                   |                          | Genitori                |  |  | Nonni |  |  | Bisnonni              |  |  | Trisnonni        |  |
|                        |                   |                          |                         |  |  |       |  |  | Bretislao I di Boemia |  |  | Ulrico di Boemia |  |
|                        |                   |                          |                         |  |  |       |  |  | Bretislao I di Boemia |  |  | Ulrico di Boemia |  |
|                        |                   | Božena di Boemia         |                         |  |  |       |  |  | Bretislao I di Boemia |  |  |                  |  |
| Vratislao II di Boemia |                   |                          |                         |  |  |       |  |  | Bretislao I di Boemia |  |  |                  |  |
|                        |                   | Giuditta di Schweinfurt  | Enrico di Schweinfurt   |  |  |       |  |  |                       |  |  |                  |  |
|                        |                   | Giuditta di Schweinfurt  | Enrico di Schweinfurt   |  |  |       |  |  |                       |  |  |                  |  |
|                        |                   | Giuditta di Schweinfurt  | Gerberga di Henneberg   |  |  |       |  |  |                       |  |  |                  |  |
| Sobeslao I di Boemia   |                   | Giuditta di Schweinfurt  |                         |  |  |       |  |  |                       |  |  |                  |  |
|                        |                   | Casimiro I di Polonia    | Miecislao II di Polonia |  |  |       |  |  |                       |  |  |                  |  |
|                        |                   | Casimiro I di Polonia    | Miecislao II di Polonia |  |  |       |  |  |                       |  |  |                  |  |
|                        |                   | Casimiro I di Polonia    | Richeza di Lotaringia   |  |  |       |  |  |                       |  |  |                  |  |
| Świętosława di Polonia |                   | Casimiro I di Polonia    |                         |  |  |       |  |  |                       |  |  |                  |  |
|                        |                   | Maria Dobroniega di Kiev | Vladimir I di Kiev      |  |  |       |  |  |                       |  |  |                  |  |
|                        |                   | Maria Dobroniega di Kiev | Vladimir I di Kiev      |  |  |       |  |  |                       |  |  |                  |  |
|                        |                   | Maria Dobroniega di Kiev |                         |  |  |       |  |  |                       |  |  |                  |  |
| Sobeslao II di Boemia  |                   | Maria Dobroniega di Kiev |                         |  |  |       |  |  |                       |  |  |                  |  |
|                        | Géza I d'Ungheria | Béla I d'Ungheria        |                         |  |  |       |  |  |                       |  |  |                  |  |
|                        | Géza I d'Ungheria | Béla I d'Ungheria        |                         |  |  |       |  |  |                       |  |  |                  |  |
|                        | Géza I d'Ungheria | Richeza di Lotaringia    |                         |  |  |       |  |  |                       |  |  |                  |  |
| Álmos d'Ungheria       | Géza I d'Ungheria |                          |                         |  |  |       |  |  |                       |  |  |                  |  |
|                        |                   | Sinadene                 | Theodoulos Synadenos    |  |  |       |  |  |                       |  |  |                  |  |
|                        |                   | Sinadene                 | Theodoulos Synadenos    |  |  |       |  |  |                       |  |  |                  |  |
|                        |                   | Sinadene                 |                         |  |  |       |  |  |                       |  |  |                  |  |
| Adelaide d'Ungheria    |                   | Sinadene                 |                         |  |  |       |  |  |                       |  |  |                  |  |
|                        |                   | Svjatopolk II di Kiev    | Izjaslav I di Kiev      |  |  |       |  |  |                       |  |  |                  |  |
|                        |                   | Svjatopolk II di Kiev    | Izjaslav I di Kiev      |  |  |       |  |  |                       |  |  |                  |  |
|                        |                   | Svjatopolk II di Kiev    | Gertrude di Polonia     |  |  |       |  |  |                       |  |  |                  |  |
| Predslava di Kiev      |                   | Svjatopolk II di Kiev    |                         |  |  |       |  |  |                       |  |  |                  |  |
|                        |                   |                          |                         |  |  |       |  |  |                       |  |  |                  |  |
|                        |                   |                          |                         |  |  |       |  |  |                       |  |  |                  |  |
|                        |                   |                          |                         |  |  |       |  |  |                       |  |  |                  |  |
|                        |                   |                          |                         |  |  |       |  |  |                       |  |  |                  |  |